# Barra de compàs

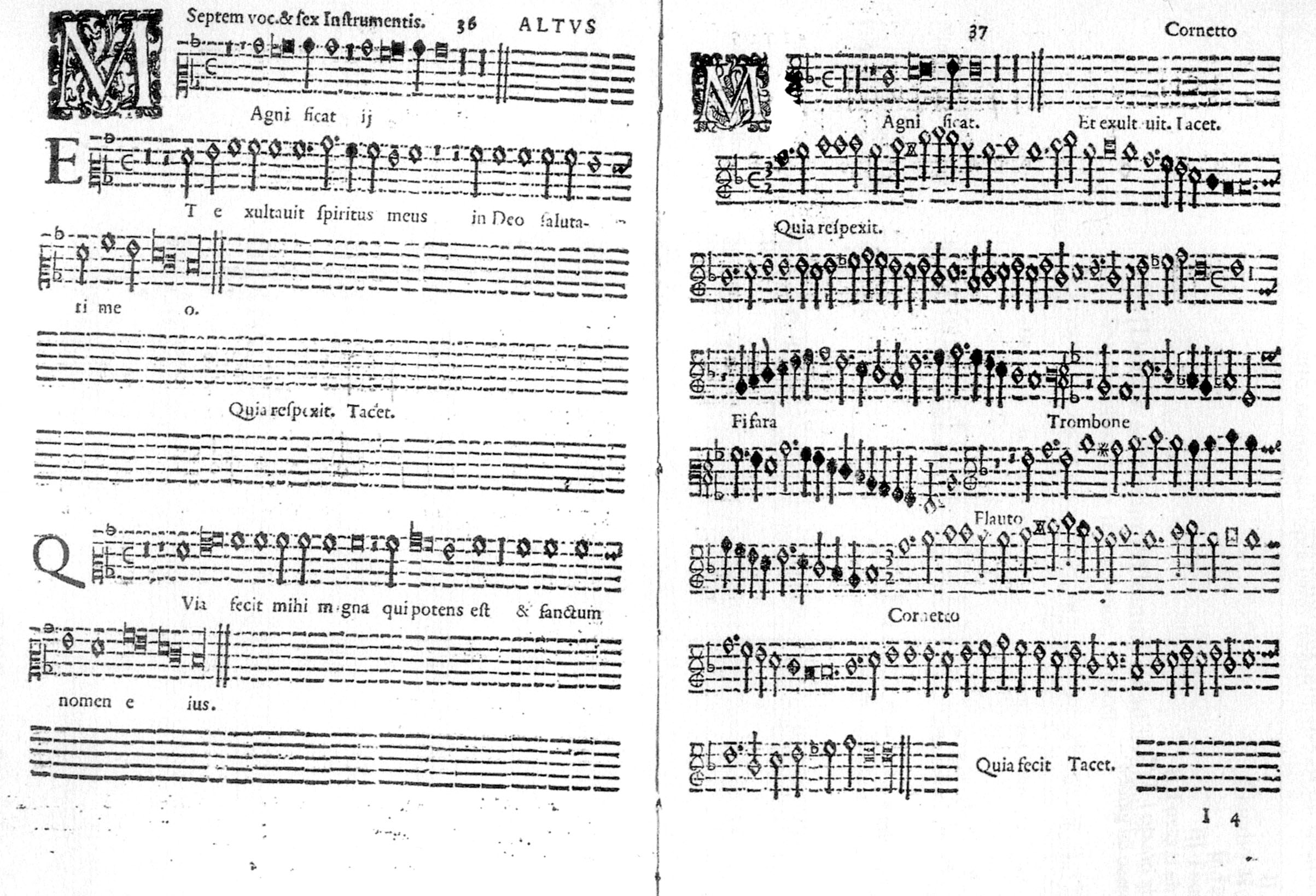
Fragment de la partitura de les Vespres de la Mare de Déu, de l'any 1610, de Monteverdi, sense barres de compàs

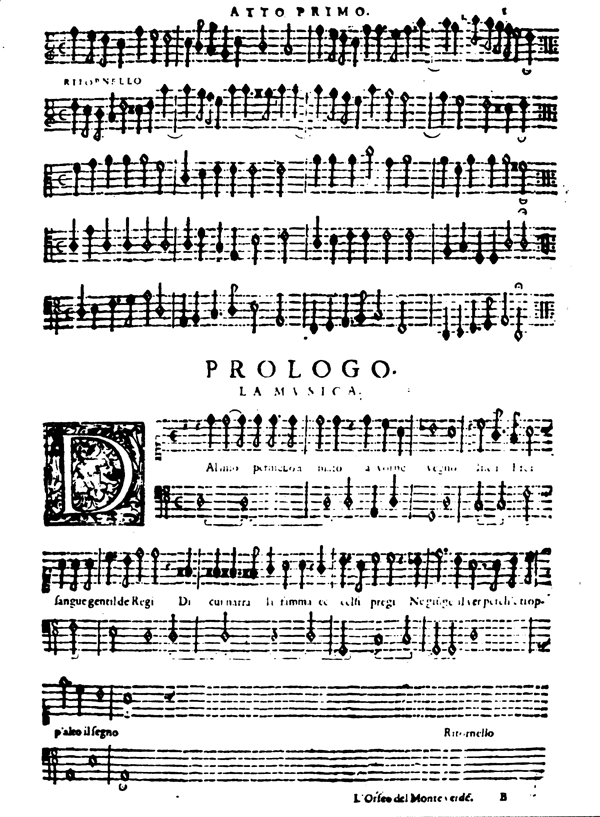
Fragment de la partitura de l'Orfeo, de Monteverdi, editada l'any 1609, on es poden veure les barres de compàs

Una barra de compàs o línia divisòria és una línia vertical que travessa tot el pentagrama o el conjunt de pentagrames que integren una partitura, i que indica la separació entre dos compassos. D'aquesta manera, la barra de compàs esdevé una forma gràfica d'anotar el començament de cada compàs i, per tant -i això és més important de cara a la interpretació- indica també la posició de les notes que, de manera natural i si no es diu el contrari, tenen una accentuació major que les altres.
Quan, al segle xvi el concepte de tactus com a principi ordenador de la pulsació, del tempo i de les accentuacions regulars va començar a transformar-se per donar lloc al compàs, va aparèixer, lentament, la necessitat d'escriure, sobre la partitura les barres de compàs. Tot i que van aparèixer al segle xvi no es va generalitzar fins al xvii